# Ole Brandstrup
Ole John Christian Brandstrup (4. december 1917 – 25. december 1994) var en dansk journalist (kritiker, mag.art.), forfatter, instruktør, TV-vært, essayist, oversætter og entertainer.
Han udgav bøgerne Wessel – Aarestrup – Drachmann, Lær at behage! om Paludan Müller, Truslen mod vort skriftsprog og Frokost i det grønne. Han oversatte skuespil til dansk, som ofte blev instrueret for scene eller TV af ham selv.
Som TV-vært lavede han biografiske programmer om de gamle mestre udi digtekunsten og revyviseforedraget. Kærligheden til revy og teater var han født med som søn af skuespilleren Ludvig Brandstrup og skuespillerinden Marie Brandstrup. Forældrene blev skilt, og hans forhold til faderen var noget blandet ifølge flere interview.
Tildelt Frederik Schybergs Mindelegat i 1967.

## Reference
1. ↑  "Ole Brandstrup". Gravsted.dk.